# Lolita Lempicka (parfum)
Pour l’article homonyme, voir Lolita Lempicka.
 (mars 2012).
Si vous disposez d'ouvrages ou d'articles de référence ou si vous connaissez des sites web de qualité traitant du thème abordé ici, merci de compléter l'article en donnant les références utiles à sa vérifiabilité et en les liant à la section « Notes et références ».
Lolita Lempicka est un parfum de Lolita Lempicka créé par Annick Ménardo et commercialisé en 1997. Son flacon en verre est en forme de pomme par Alain de Mourgues. Il fait référence à la pomme d'Adam et Ève, comme un parfum interdit, défendu.
converti par une équipe OMR de El Hattab lamia en 2015